# Staffeggalm
Die Staffeggalm (auch: Masera-, Maserer- oder Maseralm sowie Staffegga-Alm und Gatterer Alm) ist eine Alm in der Gemeinde Reit im Winkl.
Zwei Gebäude auf der Staffeggalm stehen unter Denkmalschutz und sind unter der Nummer D-1-89-139-52 in die Bayerische Denkmalliste eingetragen.

## Baubeschreibung
Der Wohnkaser auf der Staffeggalm ist ein überkämmter Blockbau, die Firstpfette ist mit dem Jahr 1508 bezeichnet. 
Der zugehörige Futterstall ist ein zweigeschossiger, überkämmter Blockbau aus dem späten 18. Jahrhundert.

## Heutige Nutzung
Die Staffeggalm ist bestoßen.

## Lage
Die Staffeggalm liegt am Masererpass direkt an der B305 zwischen Reit im Winkl und Unterwössen auf einer Höhe von 810 m ü. NN.